# トゥー・レイト・トゥー・スーン
「トゥー・レイト・トゥー・スーン」(原題:Too Late, Too Soon )は、キューバ系アメリカ人歌手のジョン・セカダが1997年に発表した楽曲である。

## 概要
本楽曲は、同年リリースのアルバム『SECADA』からのシングルとして発表された。
オリジナルバージョンは、ダウンテンポのポップな曲調であったが、DJ・リミキサーのトニー・モーラン (英:Tony Moran )がリミックスを手がけた"TM's Right On Time Mix - 12" Club Version"は、4つ打ちのリズムを使用した10分強のハウスミュージックとなっており、ヴォーカルトラックもオリジナルとは異なるものを使用している。
本楽曲は日本に於いてCDシングルとしてのリリースはされず、輸入盤シングルが流通するのみであったが、"TM's Right On Time Mix"は、日本人DJの木村コウなどが自身のDJプレイリストで使用し、後に木村のミックスCD『Mixwork Vol. 2』にも収録された。また、かつて東京都渋谷区に存在したクラブ"FURA"が監修したミックスCDにも収録されている。

## 本楽曲のバージョン
様々な曲順・収録内容で発表されているため、各バージョン名のみ記載する。
| 全作詞・作曲: James Harris III、Terry Lewis、Jon Secada (注記を除く)。 |                                                                              |                                                          |                                                          |       |
| #                                                                      | タイトル                                                                     | 作詞                                                     | 作曲・編曲                                               | 時間  |
| 1.                                                                     | 「Radio Edit」                                                               | James Harris III、Terry Lewis 、 Jon Secada (注記を除く) | James Harris III、Terry Lewis 、 Jon Secada (注記を除く) | 3:48  |
| 2.                                                                     | 「Album Version」                                                            | James Harris III、Terry Lewis 、 Jon Secada (注記を除く) | James Harris III、Terry Lewis 、 Jon Secada (注記を除く) | 4:15  |
| 3.                                                                     | 「Spanish Version」(James Harris III、Terry Lewis、Jon Secada、Lali Carrizo) | James Harris III、Terry Lewis 、 Jon Secada (注記を除く) | James Harris III、Terry Lewis 、 Jon Secada (注記を除く) | 3:50  |
| 4.                                                                     | 「Dance Edit」                                                               | James Harris III、Terry Lewis 、 Jon Secada (注記を除く) | James Harris III、Terry Lewis 、 Jon Secada (注記を除く) | 3:50  |
| 5.                                                                     | 「Dance Version」                                                            | James Harris III、Terry Lewis 、 Jon Secada (注記を除く) | James Harris III、Terry Lewis 、 Jon Secada (注記を除く) | 4:29  |
| 6.                                                                     | 「TM's Right On Time Mix」                                                   | James Harris III、Terry Lewis 、 Jon Secada (注記を除く) | James Harris III、Terry Lewis 、 Jon Secada (注記を除く) | 4:54  |
| 7.                                                                     | 「TM's Right On Time Mix - 12" Club Version」                                | James Harris III、Terry Lewis 、 Jon Secada (注記を除く) | James Harris III、Terry Lewis 、 Jon Secada (注記を除く) | 10:57 |
| 8.                                                                     | 「TM's Right On Time Mix - 12" Dub Version」                                 | James Harris III、Terry Lewis 、 Jon Secada (注記を除く) | James Harris III、Terry Lewis 、 Jon Secada (注記を除く) | 8:34  |
| 9.                                                                     | 「Tell Me Mix」                                                              | James Harris III、Terry Lewis 、 Jon Secada (注記を除く) | James Harris III、Terry Lewis 、 Jon Secada (注記を除く) | 4:27  |
| 10.                                                                    | 「Tell Me Instrumental」                                                     | James Harris III、Terry Lewis 、 Jon Secada (注記を除く) | James Harris III、Terry Lewis 、 Jon Secada (注記を除く) | 4:27  |